# Saphanodes apicalis
Saphanodes apicalis är en skalbaggsart som först beskrevs av Louis Alexandre Auguste Chevrolat 1855.  Saphanodes apicalis ingår i släktet Saphanodes och familjen långhorningar.
Artens utbredningsområde är Nigeria. Inga underarter finns listade i Catalogue of Life.